# 雪兒阿米
雪兒阿米（英語：、法語中意指「親愛的朋友」）是一隻雄性信鸽，由英國的鴿友捐贈給美國陸軍通訊兵團，在第一次世界大戰期間用於法國前線，這隻信鴿接受訓練後。他以在1918年10月的默茲–阿戈訥攻勢期間，在被圍困的營部情況下傳遞訊息而聞名。

## 經歷
1918年10月3日，查爾斯·W·惠特賽少校帶領著超過550名士兵陷入困境，處於位於敵線後方的小山坳中。這支部隊被稱為迷失營，由於缺乏糧食和彈藥，加上友軍無法確定他們的位置使得多次遭到友軍誤射。在德軍的包圍，許多士兵遭到殺傷，只有194人在戰鬥結束時毫髮無傷，由於惠特賽派遣的通訊兵在戰役期間經常遭到德軍攔截或殺害，因此他決定轉而使用信鴿來傳遞訊息。
惠特賽在第一次派遣信鴿傳遞的訊息中寫道：「許多人受傷，我們無法撤離。」然而，這隻信鴿卻被德軍擊落。他嘗試用另一隻信鴿傳遞「士兵們在受苦，是否可以派遣支援？」的訊息，但這次仍然被擊落。此外，支援惠特爾西部隊的砲兵誤認為他們位於卡勒沃峽谷南坡，意外地誤將砲火打向了該部隊。
為了傳遞更準確的信息，惠特爾西決定使用一隻名為「雪兒阿米」的信鴿。這隻信鴿攜帶著一封寫在洋蔥紙上的紙條，放在它的右腿上的罐子內，然後被派遣出去。紙條中寫道：
我們位於與276.4平行的道路上。我們自己的砲火正在直接轟炸我們。求求你們停止。
然而，當雪兒阿米試圖飛回基地時，德軍注意到它的行蹤並開始開火。不過，即使遭到擊中，信鴿還是再次升空。僅僅在短短的25分鐘內，它就飛回了位於後方25英里（40公里）處的師部鴿舍，美軍人員立即接收到了雪兒阿米帶來的訊息，這導致他們停止了對迷失營地區的轟炸，並調整了新的射擊座標，隨著戰局逐漸轉向對美國有利的情況。10月8日，僅存的194名士兵成功返回了美國的陣地。
雪兒阿米在該次任務中胸部中彈，一隻眼睛失明，右腿傷勢極為嚴重則因被迫截肢，後在軍醫不遺餘力地進行治療後，最後順利在幾天內恢復了健康。當它康復到足夠能夠行動的程度時，1919年4月，阿米與其他32隻信鴿和約1600名從前線返回的士兵一同乘坐俄亥俄州的運輸艦返回美國。約翰·J·柏欽將軍則親自見其離去。

## 榮譽
因其在凡爾登戰役期間進行12次任務，這隻信鴿事後獲得了榮譽勳章「軍事十字勳章，並隨之附帶橡葉叢集棕葉，以表彰其卓越貢獻。於1919年6月13日，這隻信鴿在新澤西州蒙茅斯堡因受戰鬥傷害而去世，為了其在戰場上的英勇表現。1931年，他被納入賽鴿名人堂，以永遠紀念其傑出的成就。同時，由於其在第一次世界大戰期間的卓越服務，他還獲得了美國賽鴿愛好者組織頒發的金牌獎章。
進入2019年11月，他成為首批獲得「戰爭與和平動物勇敢勳章」的得主之一，此一榮譽被追贈，並在華盛頓特區國會山莊舉行的頒獎典禮上予以優遇。

## 展示
在1920年代至30年代期間，雪兒阿米的故事在美國教育課程數次被提及，成為當時學童間熟悉的詞彙。雪兒阿米的遺體被交由動物標本師尼爾森·R·伍德（Nelson R. Wood）在美国国立自然历史博物馆進行剝製標本製作。
當史密森尼學會尋求有關雪兒阿米的資訊時，信號部報告稱他們找不到有關雪兒阿米的任何戰爭記錄。盡管列出了該鳥的已知細節，軍方卻在未明確說明的情況下使用了「她」來形容雪兒阿米的性別，而史密森尼學會的標籤則將這隻鳥標記為雄性。2021年，美国国家历史博物馆聯同國立自然歷史博物館和國家動物園對雪兒阿米的DNA樣本進行了分析，確定了這隻鳥的性別為雄性。
從1921年開始，雪兒阿米一直在史密森尼學會中展出。他的展示地點之一位於美國國家歷史博物館的「自由的代價」展覽，他與被認為是美國陸軍第102步兵團的軍事吉祥物波士顿㹴一起展出。這樣的安排為遊客呈現兩隻在戰爭中起到關鍵作用的動物英雄展覽。

## 流行文化

### 文學
- 《我們親愛的朋友：一隻謙卑信鴿的持久神話與記憶》，弗蘭克·A·布萊齊奇（Frank A. Blazich, Jr.）在《軍事史期刊（英语：The Journal of Military History）》上的學術文章。
- 《雪兒阿米與惠特賽少校》（Cher Ami and Major Whittlesey），凱薩琳·魯尼（英语：Kathleen Rooney）所著的小說。
- 《雪兒阿米：一隻運輸信鴿的故事》（Cher Ami: The Story of a Carrier Pigeon），馬里恩·科斯倫（英语：Marion Cothren）所著，於1934年出版的兒童書籍。
- 《雪兒阿米》（Cher Ami），哈里·韋伯·法靈頓（英语：Harry_Webb_Farrington）的短篇詩集。
- 《親愛的科普小姐》（Dear Miss Kopp），艾米·斯圖爾特（英语：Amy Stewart）所著，科普姐妹系列（英语：Constance_Kopp）的第六本書，虛構了查爾阿米事蹟的故事。
- 《尋找失落營：超越美國著名第一次世界大戰史詩的謠言、神話和傳說》（Finding the Lost Battalion - Beyond the Rumors, Myths and Legends of America's Famous WWI Epic），羅伯特·J·拉普蘭德（Robert J. Laplander）所著的著作。
- 《雪兒阿米》（Cher Ami），希瑟·朗茲（Heather Rounds）的短篇小說。
- 《活著的古巴信鴿》（Viva Cuba Pigeon），蘇珊娜·羅德里格斯·德里西（Susannah Rodríguez Drissi）的短篇小說。
- 《紅寶石筆記本》（The Ruby Notebook），勞拉·雷索（Laura Resau）所著。
- 《戰爭之豬》（War Pigs），著於艾莉娜·帕薩瑞洛（英语：Elena Passarello）所編寫的散文集《動物的奇特姿態》中的一篇文章。

### 影視
- 《失落營（英语：The Lost Battalion (1919 film)）》：一部1919年的無聲電影，其中有活著的雪兒阿米單腳跳躍的場景。該電影中也有許多士兵自己出演，包括惠特賽上校。整部電影可以在YouTube上觀看。
- 《飛行員（2008年電影）（英语：The_Aviators_(film)）》（Cher Ami）：一部2008年的西班牙動畫電影，由米克爾·普朱爾執導，Accio Studios製作。
- 《飛回家（英语：Flying Home）》：2014年的浪漫劇情電影，由傑米·多南主演，劇中提及到雪兒阿米英勇事蹟的故事。
- 雪兒阿米在2011年首播的《妙警賊探》第3季第11集中被提及。
- 《迷路的大軍》：2001年的戰爭電影，講述了1918年默茲–阿戈訥攻勢的故事，其中描述雪兒阿米帶著重要訊息出發的場景。

## 外部連結
- 互联网电影数据库（IMDb）上《雪兒阿米》的资料（英文）